# 올가 카니시키나
올가 니콜라예브나 카니시키나(러시아어: О́льга Никола́евна Кани́ськина, 1985년 1월 19일 ~ )는 러시아의 경보 선수이다. 그녀는 2006년 유럽 선수권 대회 여자 20km 경보에서 은메달을 획득했다. 그녀는 2007년 세계 선수권 대회와 2008년 베이징 올림픽에서 금메달을 획득했다. 그녀는 도핑 때문에 수년동안 선수 자격 정지 징계를 받았다.